# Anastasia (película de 1956)
Anastasia es una película de Anatole Litvak rodada en 1956 y distribuida por Fox. Es un drama escrito por Arthur Laurents, y cuenta con la actuación de Ingrid Bergman como Anastasia (papel por el cual recibió el Óscar en 1956 como mejor actriz), Yul Brynner, Helen Hayes, Sacha Pitoëff y Akim Tamiroff, entre otros.
El filme se inspiró en la historia de Anna Anderson, una mujer que durante muchos años adujo ser la Gran Duquesa Anastasia Nikoláyevna de Rusia, luego de que la familia imperial fuera asesinada en Ekaterimburgo, en 1918. 

## Sinopsis
En 1928, el general ruso Sergei Bounine (Yul Brynner) que pertenecía al ejército zarista, vive exiliado en París. Un día que pasea por la orilla del Sena, encuentra a una joven llamada Anna Anderson (Ingrid Bergman) que sufre amnesia y guarda un asombroso parecido con Anastasia, la hija del Zar Nicolás II que, según se cuenta, fue la única superviviente de la ejecución de la familia en 1918 a manos de los bolcheviques. En un principio, cree que no es la verdadera, pero pone en marcha un pícaro plan para que se haga pasar por ella y, así, tomar posesión de su herencia, varios millones de libras depositados en el Banco de Inglaterra. Poco a poco, empieza a creer que se trata de la auténtica; sin embargo, es la abuela de la verdadera Anastasia, la Emperatriz Viuda, la única que puede decidir si es ella o no.

## Trama
Aunque el último zar de la Rusia Imperial, Nicolás II, y su familia fueron ejecutados en julio de 1918, se extendieron rumores de que la hija menor de Nicolás, la Gran Duquesa Anastasia Nikolaevna de Rusia, logró escapar y sobrevivir.
Durante 1928, en París, Francia, una mujer enferma llamada Anna Anderson, que se parece a Anastasia, llama la atención de un ex ruso blanco (ejército contra los comunistas), el general Sergei Bounine, propietario de un exitoso club nocturno de temática rusa. Bounine sabe que, mientras estaba en un manicomio recibiendo tratamiento por amnesia, Anna le había dicho a una monja que ella era Anastasia. Aterrorizada después de que Bounine se le acercara y la llamara la Gran Duquesa, Anna huye al río Sena e intenta arrojarse al agua, pero la detienen.
Bounine se reúne entonces con sus socios, Boris Andreevich Chernov y Piotr Ivanovich Petrovin; ya había recaudado fondos repetidamente de los ingleses accionistas, basándose en la afirmación de Bounine de que la había encontrado, lo que él admite en privado que es una mentira. Los accionistas están frustrados por los retrasos y ansiosos por obtener una herencia de £10 millones que está en poder del Banco de Inglaterra y  que pertenecerá a Anastasia. Han perdido la paciencia con Bounine y le han dado ocho días para que les presente a Anastasia.
Bounine organiza un entrenamiento intensivo para que Anna se haga pasar por Anastasia. Más tarde, en una serie de encuentros cuidadosamente organizados con antiguos familiares y miembros de la corte imperial, Anna comienza a mostrar una sensación de confianza y estilo que asombra a las personas que dudan de ella. Sin embargo, no reciben suficientes confirmaciones de personas que reconocieron a Anna, y a Bounine se le ocurre otro plan. Durante este tiempo, la pareja comienza a desarrollar sentimientos mutuos, aunque no lo reconocen.
Poco después, Anna y Bounine llegan a Copenhague, Dinamarca, para convencer a la escéptica emperatriz viuda María Feodorovna, la abuela paterna de la gran duquesa, de que Anna es Anastasia, ya que nadie cuestionaría su decisión. Mientras tanto, Bounine se pone celoso de la atención que le presta a Anna el príncipe Paul von Haraldberg, otro cazador de fortunas y sobrino de la exemperatriz. Al principio, la exemperatriz piensa que Anna es otra impostora de los Romanov, pero por medio de una entrevista donde Anna empieza a toser y le dice que siempre tose cuando está asustada—como lo hacía la verdadera Anastasia—la exemperatriz se convence de que Anna es Anastasia.
Más tarde, antes de una gran gala en el que la exemperatriz iba a presentar a su nieta, y también anunciar el compromiso de Anna y el príncipe Paul, la ex-emperatriz tiene una última conversación privada con ella. Aunque es consciente de las intenciones de Bounine, la exemperatriz le dice a Anna que cree que ella realmente es Anastasia y que el futuro será suyo. Al darse cuenta de que Anna y Bounine están enamorados, la exemperatriz sugiere que Anna hable con Bounine. Cuando luego les dicen que Bounine y Anna se han ido, Paul exclama que demuestra que la joven no es Anastasia. Pero la exemperatriz responde en tono de contradicción: "¿Qué no lo es?". Cuando Paul le pregunta qué les va a decir a los de la gala, la exemperatriz responde: "Diré que la obra de teatro ha terminado y que se vayan a casa".

## Producción
La película fue adaptada de la obra del mismo nombre, escrita por Marcelle Maurette, por los dramaturgos Guy Bolton y Arthur Laurents. Ciertos críticos consideraron que la película se limitaba demasiado a los escenarios estáticos y las "escenas teatrales" de la obra; sin embargo, para compensar esto se añadieron escenas adicionales de baile, esencialmente decorativas, a modo de apertura. 
Aunque la película no revela explícitamente si Anna es o no Anastasia, sugiere mediante sutiles indicios que lo es (por ejemplo, tosiendo cuando está asustada, algo de lo cual la Emperatriz Viuda diría que lo hacía Anastasia cuando era niña). El que gradualmente se de por hecho que Anna en realidad es la Gran Duquesa, se produce a través de los sentimientos crecientes del general Bounine hacia ella.
La película tenía, en parte, la misión de marcar el regreso de Bergman a Hollywood, después de varios años de trabajar en Italia con su esposo, Roberto Rossellini. Su matrimonio había causado todo un revuelo, ya que Rossellini se divorció de su entonces esposa, Marcella DeMarchis, para desposar a Bergman, quien se encontraba embarazada del que sería el primer hijo de la pareja, Roberto Ingmar Rossellini. La película también marcó el regreso de Helen Hayes, quien suspendió su carrera durante años debido a la muerte de su hija, Mary, y la mala salud de su esposo.

### Locaciones
El filme se rodó en las ciudades europeas de Copenhague, Londres y París. Para las escenas en interiores, se utilizaron los estudios de la MGM en Borehamwood, Inglaterra. 
La Catedral de Alejandro Nevsky de París, que fue un centro de culto para aristócratas rusos en el exilio y otros emigrados de San Petersburgo en la ciudad, aparece en una de las primeras escenas del filme.

## Canción del filme
La canción principal de la película, también titulada "Anastasia", ha sido grabada por varios artistas desde que fuera publicada. La versión más popular fue de la Pat Boone, que alcanzó el puesto número 3 (junto con "Don't Forbid Me", del mismo disco), en la lista de los más vendidos en las tiendas por Billboard durante varias semanas a principios de 1957.